# Списък на политическите партии в Чехия
Чехия има многопартийна система.

## Парламентарно представени партии
| Партия/коалиция                                               | Места в Камарата на депутатите (2013) | Места в Сената (2012) | Идеология               |
| ------------------------------------------------------------- | ------------------------------------- | --------------------- | ----------------------- |
| Чешка социалдемократическа партия                             | 50                                    | 46                    | Социалдемокрация        |
| Акция на недоволните граждани                                 | 47                                    | 0                     | Либерализъм             |
| Комунистическа партия на Чехия и Моравия                      | 33                                    | 2                     | Комунизъм               |
| ТОП 09                                                        | 26                                    | 1                     | Либерален консерватизъм |
| Гражданска демократична партия                                | 16                                    | 15                    | Либерален консерватизъм |
| Зора на пряката демокрация                                    | 14                                    | 0                     |                         |
| Християнски и демократичен съюз - Чехословашка народна партия | 14                                    | 4                     | Християндемокрация      |
| Северочехи.cz                                                 | 0                                     | 2                     | Регионализъм            |
| Зелена партия                                                 | 0                                     | 2                     | Зелена политика         |
| Чешка пиратска партия                                         | 0                                     | 1                     |                         |
| Остравско движение                                            | 0                                     | 1                     | Регионализъм            |
| Партия на гражданските права - Земановци                      | 0                                     | 1                     | Социалдемокрация        |
| независими                                                    | 0                                     | 5                     |                         |

## Извънпарламентарни партии
- Обществени дела
- СНК Европейски демократи